# Hilbertova krivulja
Hilbertova krivúlja [hílbertova ~] je zvezna fraktalna krivulja, ki zapolni prostor. Prvi jo je opisal David Hilbert leta 1891 kot varianto krivulj, ki zapolnijo prostor, ki jih je odkril Giuseppe Peano leta 1890.
Njena Hausdorffova razsežnost je 2. Evklidska dolžina {\displaystyle H_{n}} je {\displaystyle 2^{n}-{1 \over 2^{n}}}, tj. narašča eksponentno z {\displaystyle n}.

## Računalniški program
Spodnji Java applet nariše Hilbertovo krivuljo z rekurzivno metodo:
```
import java.awt.*;
import java.applet.*;

public class HilbertCurve extends Applet {
    private SimpleGraphics sg=null;
    private int dist0=512, dist=dist0;

    public void init() {
        sg = new SimpleGraphics(getGraphics());
        dist0 = 512;
        resize ( dist0, dist0 );
    }

    public void paint(Graphics g) {
        int level=4;
        dist=dist0;
        for (int i=level;i>0;i--) dist /= 2;
        sg.goToXY ( dist/2, dist/2 );
        HilbertA(level); // start recursion
    }

    private void HilbertA (int level) {
        if (level > 0) {
            HilbertB(level-1);    sg.lineRel(0,dist);
            HilbertA(level-1);    sg.lineRel(dist,0);
            HilbertA(level-1);    sg.lineRel(0,-dist);
            HilbertC(level-1);
        }
    }

    private void HilbertB (int level) {
        if (level > 0) {
            HilbertA(level-1);    sg.lineRel(dist,0);
            HilbertB(level-1);    sg.lineRel(0,dist);
            HilbertB(level-1);    sg.lineRel(-dist,0);
            HilbertD(level-1);
        }
    }

    private void HilbertC (int level) {
        if (level > 0) {
            HilbertD(level-1);    sg.lineRel(-dist,0);
            HilbertC(level-1);    sg.lineRel(0,-dist);
            HilbertC(level-1);    sg.lineRel(dist,0);
            HilbertA(level-1);
        }
    }

    private void HilbertD (int level) {
        if (level > 0) {
            HilbertC(level-1);    sg.lineRel(0,-dist);
            HilbertD(level-1);    sg.lineRel(-dist,0);
            HilbertD(level-1);    sg.lineRel(0,dist);
            HilbertB(level-1);
        }
    }
}

class SimpleGraphics {
    private Graphics g = null;
    private int x = 0, y = 0;    

    public SimpleGraphics(Graphics g) { this.g = g; }
    public void goToXY(int x, int y) { this.x = x;   this.y = y; }

    public void lineRel(int deltaX, int deltaY) {
        g.drawLine ( x, y, x+deltaX, y+deltaY );
        x += deltaX;    y += deltaY;
    }
}
```